# Mario Cordero
Mario Cordero Brenes, conocido como Catato, (San José, 7 de abril de 1930 - 10 de julio de 2002) fue un futbolista y técnico costarricense de fútbol. Es considerado uno de los mejores defensas de la historia del Deportivo Saprissa y del fútbol costarricense. Como entrenador logró cuatro campeonatos con el Deportivo Saprissa.

## Trayectoria

### Como jugador
Integró las divisiones menores del Deportivo Saprissa, desde 1942, hasta 1949, cuando alcanza subir al equipo de Primera División.
Toda su vida deportiva la realizó jugando para el Deportivo Saprissa, ocupando en 1952 la designación de "Jugador más popular", en 1957 fue catalogado como "Atleta del Año", y en 1963, durante el Campeonato Norte-Centroamericano y del Caribe de Fútbol (NORCECA), se le distinguió como "el jugador más caballeroso del torneo".
Realizó la recordada gira mundial del Saprissa de 1958, siendo pieza fundamental del equipo. Se retiró en 1964.  

### Como técnico
Fungió como entrenador y jugador del Deportivo Saprissa, que campeonizó en 1964, tras su retiro, dirigió al Saprissa en tres ocasiones, obteniendo cuatro títulos, siendo uno de los técnicos más exitosos del club, junto a Marvin Rodríguez y Jeaustin Campos.
Dirigió a la selección de Costa Rica, en un breve periodo en 1965, para la Copa de Naciones de la Concacaf 1965 y la Clasificación para la Copa Mundial de Fútbol de 1966.

## Selección nacional
Formó parte de la selección de Costa Rica, en distintas ocasiones desde 1950 hasta 1963, incluyendo el histórico equipo conocido como Los Chaparritos de Oro, durante el II Campeonato Panamericano de Fútbol de México, en 1956, donde Costa Rica obtiene la medalla de bronce.
Además ganó tres títulos los Juegos Centroamericanos y del Caribe (1955, 1960 y 1961).

### Participaciones internacionales
| Evento                                                    | Sede        | Resultado    |
| --------------------------------------------------------- | ----------- | ------------ |
| Campeonato Centroamericano y del Caribe de Fútbol de 1955 | Honduras    | Campeón      |
| Campeonato Panamericano de Fútbol de 1956                 | México      | Tercer lugar |
| Campeonato Centroamericano y del Caribe de Fútbol de 1960 | Cuba        | Campeón      |
| Campeonato Centroamericano y del Caribe de Fútbol de 1961 | Costa Rica  | Campeón      |
| Campeonato de Naciones de la Concacaf de 1963             | El Salvador | Campeón      |

## Clubes

### Como jugador
| Club               | País       | Año       |
| ------------------ | ---------- | --------- |
| Deportivo Saprissa | Costa Rica | 1949-1964 |

### Como Técnico
| Club                    | País       | Año            |
| ----------------------- | ---------- | -------------- |
| Deportivo Saprissa      | Costa Rica | 1964-1967      |
| Selección de Costa Rica | Costa Rica | 1965           |
| Deportivo Saprissa      | Costa Rica | 1968-1970;1980 |

## Palmarés

### Como jugador
| Título                         | Club               | País       | Año  |
| ------------------------------ | ------------------ | ---------- | ---- |
| Primera División de Costa Rica | Deportivo Saprissa | Costa Rica | 1952 |
| Primera División de Costa Rica | Deportivo Saprissa | Costa Rica | 1953 |
| Primera División de Costa Rica | Deportivo Saprissa | Costa Rica | 1957 |
| Primera División de Costa Rica | Deportivo Saprissa | Costa Rica | 1962 |
| Primera División de Costa Rica | Deportivo Saprissa | Costa Rica | 1964 |

### Como Técnico
| Título                         | Club               | País       | Año  |
| ------------------------------ | ------------------ | ---------- | ---- |
| Primera División de Costa Rica | Deportivo Saprissa | Costa Rica | 1964 |
| Primera División de Costa Rica | Deportivo Saprissa | Costa Rica | 1965 |
| Primera División de Costa Rica | Deportivo Saprissa | Costa Rica | 1968 |
| Primera División de Costa Rica | Deportivo Saprissa | Costa Rica | 1969 |